# Cryptocephalus androgyne
Cryptocephalus androgyne – gatunek z rzędu chrząszczy z rodziny stonkowatych (Chrysomelidae). Gatunek po raz pierwszy został naukowo opisany w 1875 roku przez Marseula.